# Rune Herregodts
Rune Herregodts, né le 27 juillet 1998 à Alost, est un coureur cycliste belge.

## Biographie
En 2018, Rune Herregodts rejoint l'équipe espoirs de Lotto-Soudal.
En 2019, il devient champion de Belgique de poursuite. Aux championnats d'Europe d'Apeldoorn, il se classe sixième de la poursuite, en réalisant le troisième meilleur temps de l'histoire dans cette discipline pour un coureur belge. Grâce à ces bonnes performances, il est sélectionné en 2020 pour participer aux prochains championnats du monde, qui ont lieu à Berlin. Cependant, il est contraint de déclarer forfait, après s'être blessé au genou lors d'un stage de préparation à Majorque. Cette même année, il rejoint le club Home Solution-Soenens.
Auteur d'une excellente saison avec la formation Sport-Vlaanderen Baloise, il s'engage avec l'équipe Intermarché-Circus-Wanty pour la saison 2023. Il monte sur la troisième marche du podium du contre-la-montre des Championnats de Belgique de cyclisme sur route 2023 remportés par Wout van Aert.

## Palmarès sur route

### Palmarès amateur
- 2016
  - Champion de Belgique du contre-la-montre par équipes juniors
- 2017
  - Champion de Flandre-Orientale du contre-la-montre espoirs
  - Belgiek Koerse
  - 3e du Grote Prijs Dr. Eugeen Roggeman
- 2018
  - 2e du Dorpenomloop Rucphen
- 2019
  - Mémorial Igor Decraene (contre-la-montre)
- 2020
  - Paris-Tours espoirs
  - 2e du Grand Prix Jules Van Hevel

### Palmarès professionnel
- 2021
  - Tour de Drenthe
  - 3e du Trofeo Calvià
- 2022
  - 1re étape du Tour d'Andalousie
  - 1re étape du Sazka Tour
- 2023
  - 2e de la Figueira Champions Classic
  - 3e du championnnat de Belgique du contre-la-montre
- 2024
  - ZLM Tour : 
    - Classement général
    - 1re étape (contre-la-montre)

  - 3e du championnnat de Belgique du contre-la-montre

### Résultats sur les grands tours

#### Tour d'Espagne
1 participation
- 2023 : abandon (16e étape)

### Classements mondiaux
| Année                                 | 2018  | 2019 | 2020 | 2021 | 2022 | 2023 | 2024 |
| ------------------------------------- | ----- | ---- | ---- | ---- | ---- | ---- | ---- |
| Classement mondial                    | 1549e | nc   | 803e | 161e | 325e | 320e | 349e |
| UCI Europe Tour                       | 995e  | nc   | 642e | 138e | 262e | nc   | nc   |
|                                       |       |      |      |      |      |      |      |
| Légende : nc = non classéSource : UCI |       |      |      |      |      |      |      |

## Palmarès sur piste

### Championnats nationaux
- 2019
  -  Champion de Belgique de poursuite